# Kustaa Rovio

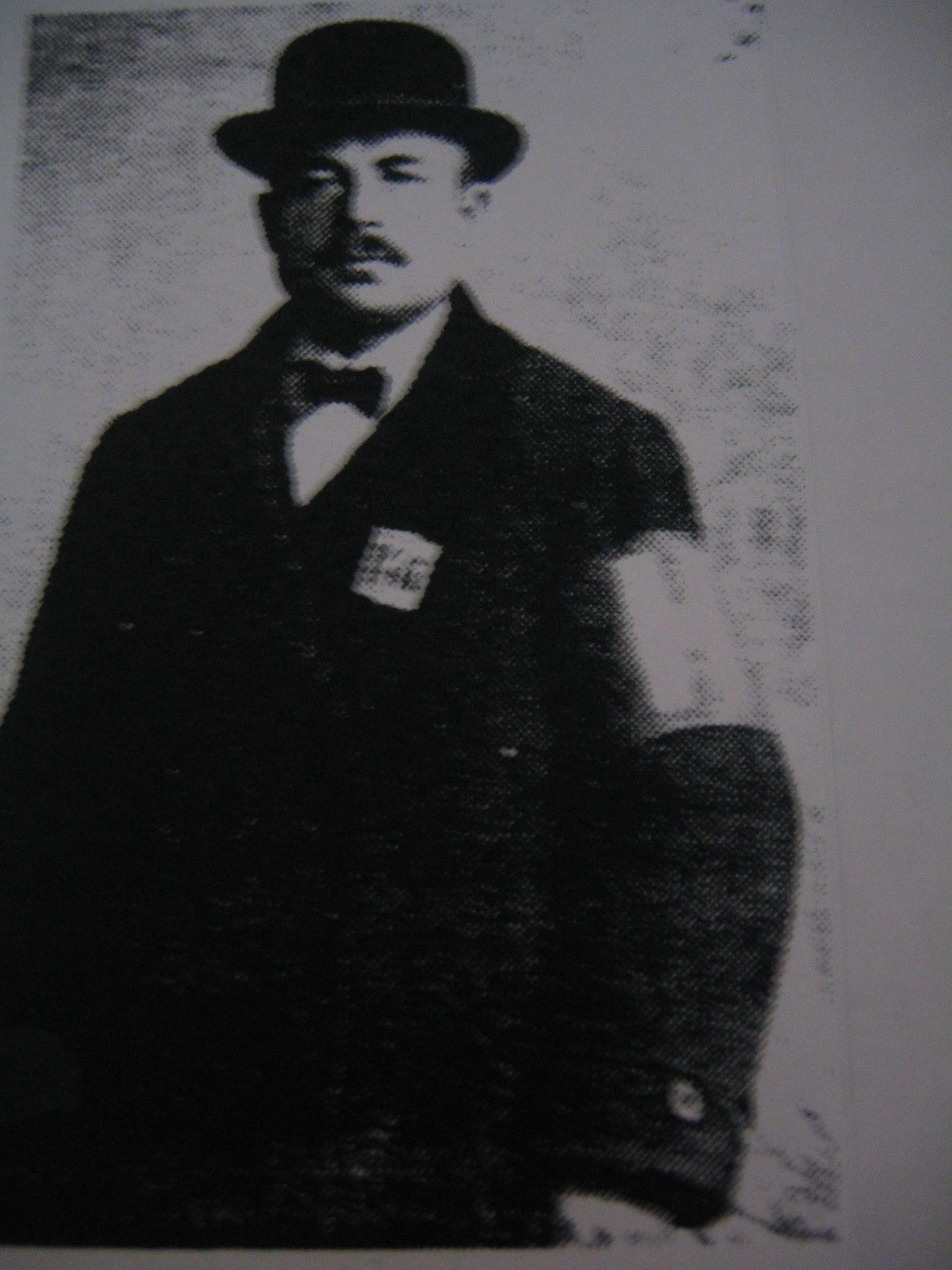
Kustaa Rovio som milischef i Helsingfors.

Gustav (Kustaa) Adolf Rovio (hette innan Ravelin), född 23 januari 1887 i Sankt Petersburg, Kejsardömet Ryssland, död 21 april 1938 i Moskva (avrättad), var en finländsk politiker.
Ursprungligen var Rovio metallarbetare i Sankt Petersburg och anslöt sig 1905 både till ryska bolsjevikpartiet och det finländska socialdemokratiska partiet. Han förvisades tre gånger till Sibirien. Efter att han flyttade till Helsingfors utnämndes han av partiet till polischef och kom då att stå för Lenins livvaktsskydd under dennes vistelse i Finland. Lenin bodde till och med i Rovios bostad vid Hagnäs torg. Den 31 augusti 1918 blev Rovio medlem av Kullervo Manners revolutionsregering och ansvarade bland annat för försörjningsfrågor. Efter de rödas nederlag i finska inbördeskriget flydde han till Ryssland.
Rovio fick ingen plats i finska kommunistpartiet, som bildades i Moskva. 1921 kandiderade han till centralkommittén, men förlorade mot Eino Rahja. Mellan 1918 och 1926 var han kommissarie vid den finska officersskolan i Petrograd och tillträdde 1927 som rektor för Leningradavdelningen vid Kommunistiska universitetet för västerns minoriteter. När Johan Emil Järvisalo avled 1929 blev Rovio förste partisekreterare (partiledare) för Karelska socialistiska rådsrepubliken och kom då att samarbeta intimt med dess regeringschef Edvard Gylling.
Karelen var politiskt splittrat och den nationalistiska finska språkpolitiken, som Gylling fick driva trots att finnarna var i minoritet, angreps av en mäktig rysk-karelsk opposition. Vid 1930-talets mitt kom finnarna i blickfånget för den stora utrensningen och i början av 1935 avlägsnades både Gylling och Rovio från sina poster. Ny regeringschef blev omsider ryssen Pavel Busjujev och till partiledare utsågs Pjotr Irklis, som med NKVD inledde en förföljelsekampanj mot de finskspråkiga och i synnerhet Rovio och Gylling.
Rovio fick ett nytt partiarbete i Moskva, men han arresterades den 8 juli 1937 och dömdes till döden för nationalism, terrorism och för att försöka lösgöra Karelen från Sovjetunionen. Han arkebuserades i Moskva 1938. Rovio frikändes från domen postumt 1955. Rovio var gift med Hilja Lähteenmäki, med vilken han hade en son.

## Utmärkelser
- Röda fanans orden,  1922[3]

[Redigera Wikidata]